# Dolichovespula panda
Dolichovespula panda är en getingart som beskrevs av Archer 1980. Dolichovespula panda ingår i släktet långkindade getingar, och familjen getingar. Inga underarter finns listade i Catalogue of Life.